# 道の駅しんぐう
道の駅しんぐう（みちのえき しんぐう）は、兵庫県たつの市新宮町平野にある国道179号の道の駅である。

## 施設
- 駐車場
  - 普通車：17台
  - 大型車：4台
  - 身障者用：1台
- トイレ
  - 男：大 3器（3器）小 4器（4器）
  - 女：6器（4器）
  - 身障者用：2器（2器）

※（）内は、24時間利用可能
- 公衆電話
- 物産館
- レストラン（11時 - 21時）

### 管理団体
- 設置者：たつの市
- 指定管理者：（株）共立ソリューションズ（令和3年4月～
  - 旧指定管理者：神姫クリエイト（株）

## 休館日
- 不定休
- 年末年始

## アクセス
- 国道179号 - 登録路線
  - 兵庫県道724号姫路新宮線
- JR 姫新線 播磨新宮駅

## 周辺
- 新宮ふれあい福祉会館…隣接地にあり、開館時は駐車場を相互に行き来できる。
- ふれあい市場…農産品直売所。駐車場を共有。
- 兵庫県立龍野北高等学校